# Juan Ramos de Lora
Fray Juan Ramos de Lora, (Los Palacios y Villafranca, Sevilla, 23 de junio de 1722-Mérida, Capitanía general de Venezuela, Imperio Español, 9 de noviembre de 1790), fue un misionero Franciscano, primer Obispo de Mérida y de Maracaibo y fundador de la Universidad de Los Andes, la segunda universidad del país después de la Universidad de Caracas (actual Universidad Central de Venezuela).

## Biografía
Juan Ramos de Lora nació en Los Palacios y Villafranca el 23 de junio de 1722, siendo bautizado días después en la iglesia parroquial de Santa María la Blanca. Sus padres, vecinos de Los Palacios, eran agricultores de clase acomodada, lo que les permitió procurar para su hijo una educación superior a la de la mayoría de los niños del pueblo. Con quince años de edad ingresó en el convento de San Antonio de Padua de Sevilla, donde estudió Gramática, Humanidades, Filosofía y Metafísica. 
Se profesó como religioso de coro en la Orden de San Francisco en 1743, y continuó con sus estudios de Teología, Escolástica y Escrituras, siendo ordenado sacerdote en 1746, cuando contaba 24 años de edad.
Tres años más tarde marchó como misionero a tierras mexicanas al convento de San Fernando de la Ciudad de México. Después de unos meses fue destinado, con otros misioneros, a Sierra Gorda, donde permaneció dieciséis años, presidiendo las misiones de Santiago de Jalpán y conviviendo con los indios panes. 
Entre 1767 y 1772 estuvo ejerciendo su labor misionera en la Baja California. En ese último año fue llamado nuevamente al convento de San Fernando en la Ciudad de México Posteriormente, a raíz de la creación de un nuevo Obispado en Venezuela, constituido por Mérida y Maracaibo, Ramos de Lora fue desingado para ser el primer titular de la sede. Y es que se había convertido en un destacado artífice de la evangelización mexicana y californiana, lo que le llevó a ser considerado la persona idónea para poner en marcha la nueva Diócesis Venezolana. 

## Episcopado

### Obispo de Mérida en Venezuela
La constitución oficial de la Diócesis de Mérida vino dada por la Bula del 17 de febrero de 1778. Fray Juan Ramos de Lora fue designado I Obispo de la Diócesis de Mérida por el rey Carlos III el 31 de agosto de 1780, siendo aprobado por el Papa Pío VI el 24 de septiembre de 1782. Fue consagrado en Puebla de los Ángeles (México) en diciembre de ese mismo año. Llegó a Maracaibo el 16 de marzo de 1784, permaneciendo en esta ciudad casi por un año. El 26 de febrero de 1785 arribó a Mérida, el 29 de marzo. Un mes y tres días después, llevó a cabo la más importante creación de su Episcopado, el Seminario de Mérida. 
El Obispo destinó para sede temporal del Seminario el Convento de los Padres Franciscanos, que se hallaba desocupado. Luego, emitió trece cláusulas para constituir el Instituto. Dos meses después de su creación, el Seminario contaba ya con 42 estudiantes, según consta en una carta dirigida al Rey por el Obispo. Este fue un espléndido comienzo que hizo concebir al Obispo Lora la idea de levantar un edificio propio. 
Animado de tales deseos, se dirige al Rey en carta del 21 de abril de 1787, donde le solicita autorización para la construcción del edificio. Esta solicitud fue concedida por la publicación de la Real Cédula del 20 de marzo de 1789. Allí, también se concedió darle el nombre de Seminario de San Buenaventura, con todos los fueros y privilegios correspondientes a los Seminarios Conciliares. El Obispo Lora pidió además, que las clases de Teología, Derecho Canónico Real y de otras ciencias que en lo sucesivo se erigiesen, tuviesen el propio valor y derechos que las que al presente hubiesen fundadas y que valiese el tiempo empleado en los estudios de unas y otras en cualesquiera Universidades y Audiencias para la recepción de grados y mérito, de la misma suerte que en los demás Colegios erigidos o constituidos con aprobación regia. Todas sus peticiones fueron concedidas y para junio de 1790 el edificio ya estaba terminado.
Monseñor Lora, cuya memoria perdura en los anales de Mérida, muere el 9 de noviembre de 1790 en dicha localidad venezolana.

## El obispo reformador
Al llegar a su nueva diócesis, Ramos de Lora se ve enfrentado con la Diócesis de Bogotá por la jurisdicción de Pamplona, lo cual le llevó a un prolongado litigio, que costó a la diócesis de Mérida 7.660 reales de vellón, según el apoderado del obispo en Madrid; esto a pesar de que la jurisdicción de Mérida sobre la demarcación de Pamplona había sido previamente estipulada.
En Mérida se encuentra el obispo con una situación de deterioro que se reflejaba en la insuficiente preparación del clero, su concentración en las áreas urbanas, con el consecuente abandono de las zonas rurales, y una evidente afinidad a los negocios terrenales; la raíz del problema se encontraba en el aislamiento de la provincia y la distancia que la separaba de Caracas, a cuyo obispado perteneció hasta 1784, más en teoría que en la realidad. Ramos de Lora tratará de contrarrestar esta situación mediante dos tipos de medidas: primero, reformar el maltrecho clero existente y, segundo, el establecimiento de un seminario y colegio tridentino, destinado a la formación de futuros sacerdotes, donde se haría hincapié en disciplinas como Latín, Teología y Gramática.
Las reformas efectuadas en Mérida aún influyen en las características culturales de la ciudad. Ramos de Lora es una figura emblemática y presente de la misma.

## III Centenario del Obispo Ramos de Lora
El 23 de junio de 2022, fueron celebrados trecientos aniversario del nacimiento del Obispo Ramos de Lora en la actual ciudad de Mérida (Venezuela), con una sucesión de eventos religiosos y culturales impulsados por Gabriel León (estudiante de la Facultad de Arte ULA), quien logró previamente en 2019 establecer contacto con familiares del Obispo en Sevilla, un hecho que gestó la posibilidad de estrechar lazos para los efectos conmemorativos entre Venezuela y España. Participaron la Arquidiócesis de Mérida, la Universidad de Los Andes, El Ayuntamiento de Los Palacios y Villafranca y la Parroquia Mayor de Santa María la Blanca; de esta forma lograron establecer una relación institucional mediante la fundación de una comisión internacional histórico cultural titulada: III Centenario Obispo Ramos de Lora, emprendida por Joaquín Ramos (Pariente del obispo) y presidida por el presbítero Diego Pérez Ojeda (sacerdote de la Parroquia Mayor de Santa María la Blanca). Corresponde además la membresía honorífica de esta comisión al Rectorado de la Universidad de Los Andes regido por Mario Bonucci Rossini, quien decretó este mismo día en sesión extraordinaria del Concejo Universitario, el año cultural obispo Ramos de Lora, para dar a conocer la figura y legado del Ilustre Prelado, con numerosos actos que le rindan la merecida exaltación.  
El día 23 de junio del 2023 se clausura el Año Cultural Obispo Ramos de Lora.